# Andrés Díaz Venero de Leyva
Andrés Díaz Venero de Leyva fue un magistrado y funcionario del Imperio español. Primer presidente de la Real Audiencia de Santafé de Bogotá.
Fue uno de los hombres más ricos de las Indias.

## Biografía
Nació en Celadilla-Sotobrín[cita requerida] en la Merindad de Río Ubierna, Burgos. Su familia era oriunda de Castillo en las cercanías de Laredo, actual Cantabria, si bien la Real Academia de Historia en la biografía indica que sus padres eran de Lences (Burgos). Antes de ir a América fue convictor mayor y catedrático de Vísperas y Cánones del Colegio Mayor Santa Cruz en Valladolid (1548); posteriormente estuvo de fiscal y oidor del Consejo y Contaduría de Castilla (1554).

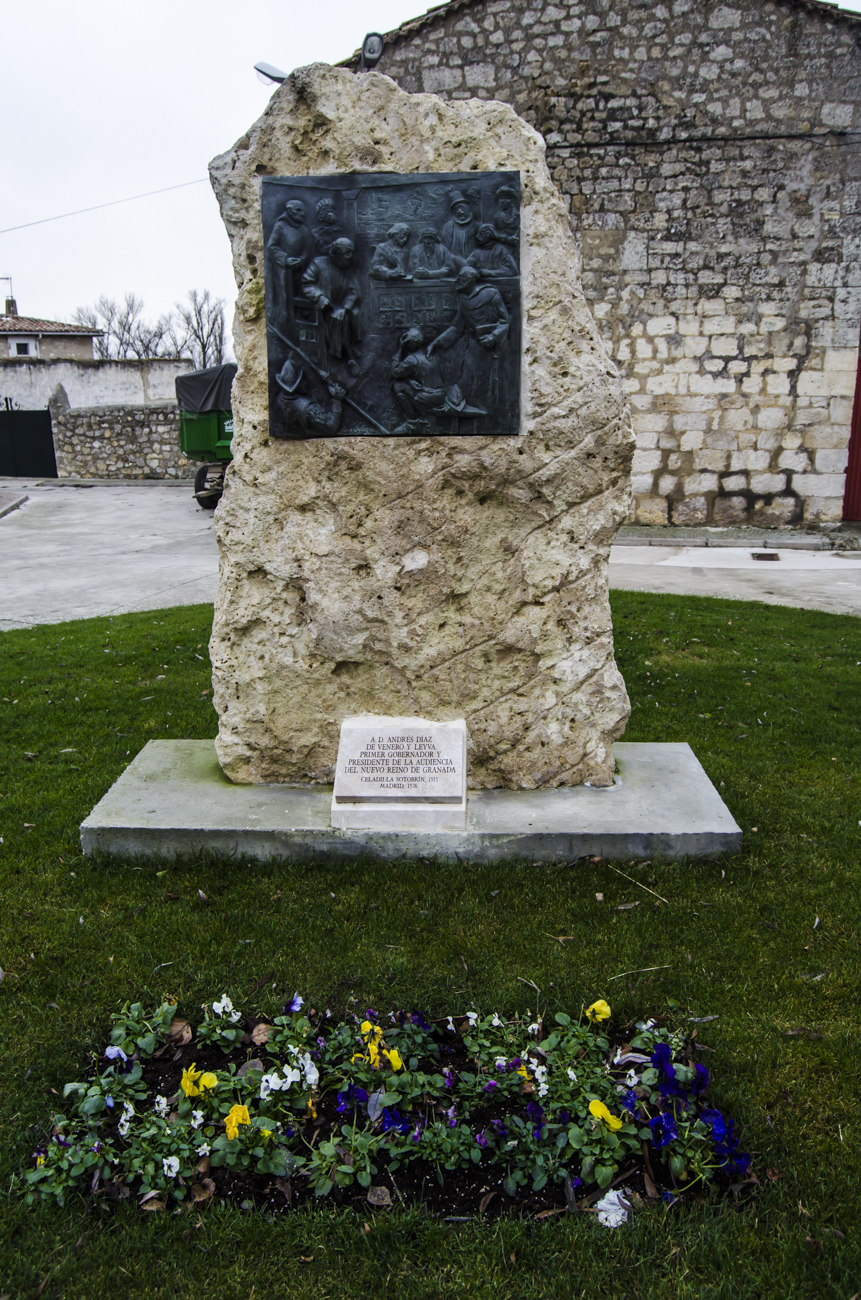
Monumento a Andrés Díaz Venero de Leyva en Celadilla-Sotobrín

El primer presidente de la Real Audiencia de Nueva Granada llegó a Santafé en febrero de 1564. El 28 de octubre de ese mismo año, abolió "los servicios personales" de los indios en las labores domésticas, el pastoreo y el aprovisionamiento de forrajes. Limitó la labor de exploración y conquista de nuevas tierras con el argumento de fortalecer con la presencia de la Corona las tierras ya conquistadas. Reguló la explotación de los yacimientos de esmeraldas de Muzo y de plata en Mariquita. Estableció el modo de trabajo de la Audiencia. Bajo su administración se inició la construcción de la catedral de Santafé en 1572 y se concedió a esa capital el título de ciudad "muy noble y muy leal". También fue fundada la ciudad de Villa de Leyva el 29 de abril de 1572, respondiendo las inquietudes de nuevos colonos españoles.

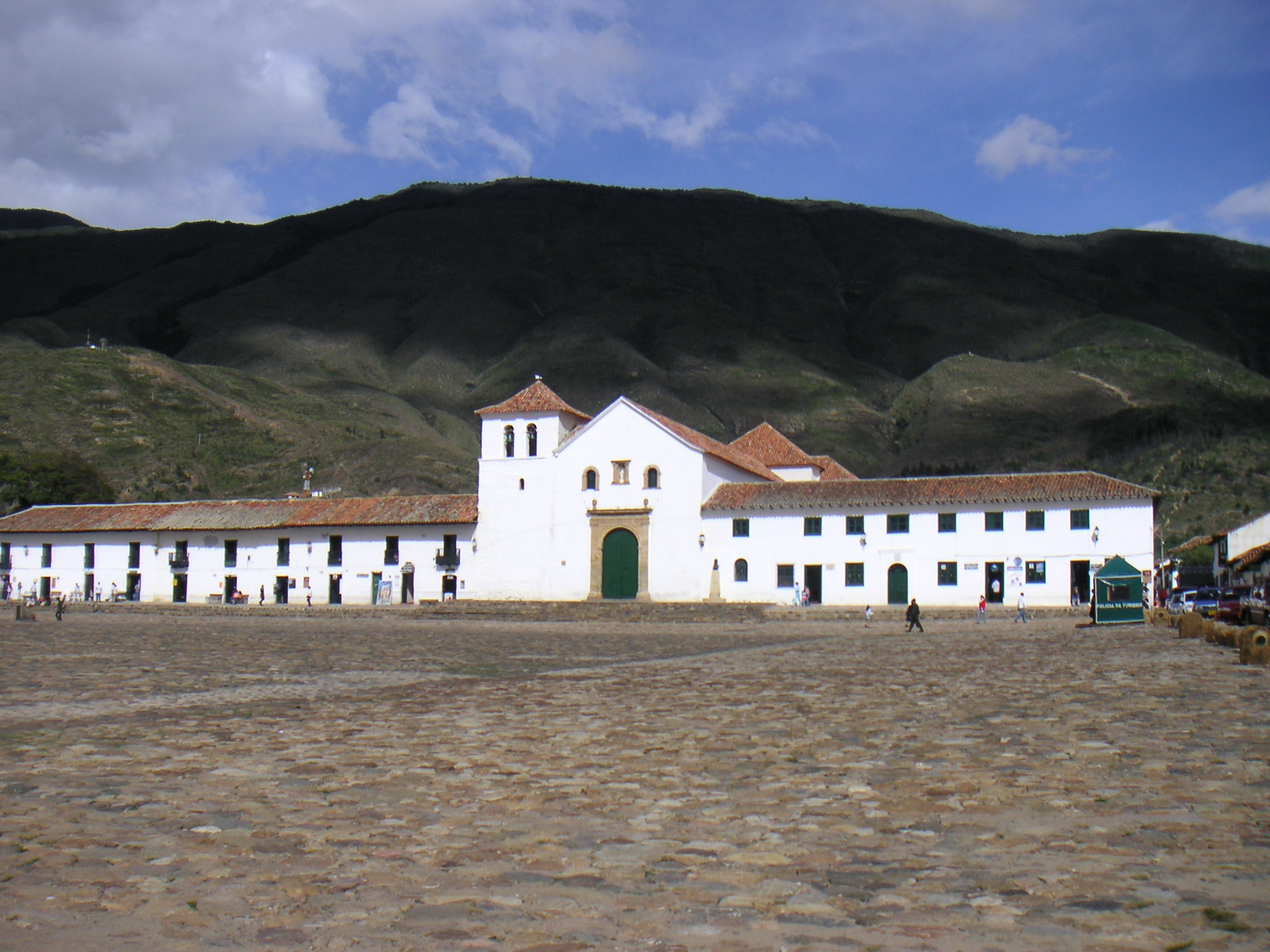
Plaza mayor de la Villa de Leyva, Colombia.

Estuvo casado con María de Ondegardo y Zárate (hermana del licenciado Juan Polo de Ondegardo y sobrina del contador Agustín de Zárate), de cuya unión tuvo nueve hijos. Su esposa y él fueron objeto de graves acusaciones de soborno, en especial por acciones sospechosas de su esposa para favorecer a conocidos y amigos. Volvió a España a fines de 1574 como miembro del Consejo de Indias. Murió en Madrid el 1 de julio de 1576 y sus restos, los de su esposa y varios miembros de la familia se encuentran actualmente en la Capilla de San José de la Catedral de Nuestra Señora de la Asunción de Valladolid, donde se erigió un mausoleo en el que destaca el grupo escultórico dónde aparecen retratados los esposos en actitud orante, obra en alabastro atribuida a Francisco de Rincón.
En su memoria se erigió en 2012 un relieve en bronce realizado por el escultor Francisco Ortega, que preside la Plaza Mayor de Celadilla-Sotobrín. El monumento se compone, además del relieve, de una piedra procedente del término de El Pedrón, próximo a la localidad.